# Brotizolam
Brotizolam ist ein Benzodiazepin-Analogon aus der Gruppe der Thienodiazepine und besitzt wie alle seine Analoga amnestische, anxiolytische, antikonvulsive, hypnotische, sedative und zentral muskelrelaxierende Wirkungen.

## Anwendungsgebiete
Es wird zur kurzzeitigen Behandlung schwerer Ein- und Durchschlafstörungen verwendet. Es handelt sich um ein Präparat von mittellanger Wirkungsdauer. In der Rindermast wird es zur Steigerung des Appetits verwendet.

## Pharmakokinetik
Brotizolam wird nach Einnahme rasch über CYP3A4 metabolisiert. Brotizolam ist jedoch selbst viel potenter als sein schwach wirksamer Metabolit. Die Halbwertszeit beträgt ca. 4–6 Stunden. Die Elimination findet zu 65 % nach renaler Ausscheidung statt.

## Pharmakodynamik
Brotizolam wirkt am GABAA-Rezeptor agonistisch, indem es den Cl-Influx der Chloridkanäle beeinflusst. Dadurch ist der Chloridkanal länger offen, wodurch es zur Hyperpolarisation durch einströmendes GABA kommt. Da es sich bei Brotizolam um ein Thienodiazepin handelt, kann es zu den potentesten Benzodiazepinen gezählt werden.

## Nebenwirkungen
Zu den bekanntesten Nebenwirkungen zählen: Benommenheit, Kopfschmerzen, Vertigo, anterograde Amnesien, Magen-Darm-Störungen, Sturzneigung und Abhängigkeit

## Interaktionspotential
Interaktionspotential besteht mit Antipsychotika, beziehungsweise Neuroleptika mit geringer Affinität, Opioiden wie Morphin, Piritramid. Auch mit CYP3A4-Hemmern und CYP3A4-Induktoren können Wechselwirkungen entstehen, z. B. mit Erythromycin und Itraconazol. Darüber hinaus mit Medikamenten, die bei Hypertonie eingesetzt werden: Clonidin, Metoprolol. Weitere: Trazodon, Risperidon, Antihistaminika der ersten Generation, sowie sämtliche Medikamente die im Zentralnervensystem eine GABA-erge Steigerung oder exzitatorische Verminderung auslösen.

### Verwendung von Brotizolam unter einigen Einschränkungen
Durch das von Brotizolam ausgehende sehr hohe Abhängigkeitspotential ist eine Zeit von zwei Wochen in der Therapie nicht zu überschreiten. Danach muss ein langsames Absetzen („Ausschleichen“) erfolgen.

### Indikation von Brotizolam
Brotizolam sollte keinesfalls bei einfachen Schlafstörungen gegeben werden. 

## Handelsnamen
Brotizolam wird unter den Handelsnamen Lendormin und Lendorm verkauft.